# Anik Kadinski
Anik Kadinski eigentlich Dominika Kodrnja-Hraby(* 17. April 1975 in Wien) ist eine österreichische Popsängerin.

## Leben
Anik Kadinski kommt aus Wien, hat eine polnische Mutter Elżbieta Góralczyk und wurde von ihrem österreichischen Vater zur Musik gebracht. Sie sang schon in der Schulband und machte einen Abschluss in Jazzgesang am Schubert-Konservatorium. Danach sang sie in verschiedenen Bands, bevor sie 2000 auf den Produzenten und Keyboarder Florian Glaszer traf, mit dem sie seitdem zusammenarbeitet.
Sie startete eine Solokarriere und veröffentlichte 2002 ihr Debütalbum I Don’t Mind. Trotz guter Kritiken blieben die Verkäufe jedoch gering. Im selben Jahr nahm sie am österreichischen Vorentscheid für den Eurovision Song Contest teil und belegte mit Be Somebody, Be Someone den fünften Platz.
Das zweite Album My Definition folgte 2004 und die Single Another Goodbye wurde zum Radiohit. Sie konnte in den Charts in Österreich bis auf Platz 18 vordringen. Bis zum dritten Album vergingen vier Jahre. Vorab erschien 2008 die Single Dance in the Moonlight, die sich erneut in den Charts platzieren konnte.
Kadinski ist zudem diplomierte Dolmetscherin für Englisch und Polnisch.

## Diskografie

### Alben
- I Don’t Mind (2002)
- My Definition (2004)
- Playful (2008)

### Singles
- Wanna Be (2001)
- Be Somebody, Be Someone (2002)
- I Don’t Mind (2002)
- Another Goodbye (2004)
- Dance in the Moonlight (2008)